# 48
Năm 48 là một năm trong lịch Julius. 